# 070号線 (チェコ)
チェコ国鉄070号線、別名プラハ～トゥルノフ線（チェコ語：Železniční trať Praha–Turnov）は、チェコ国鉄の鉄道線の名称である。
ネラトヴィツェ～トゥルノフ間は1865年に、プラハ～ネラトヴィツェ間は1872年に、帝国特認トゥルナウ=クラーループ=プラハ鉄道（k.k. Privilegierte Turnau-Kralup-Prager Eisenbahn, TKPE）によって開業した。2023年度より、プラハ - チャコヴィツェ間の路線番号が071となった。

## 歴史
1863年10月23日に鉄道建設および運営許可がトゥルナウ（現在トゥルノフ） - クラーループ（現在クラルピ）間の一般鉄道およびプラハ方面の分岐線について地方貴族と企業人たちに与えられた。第2条によれば、譲受人はプラハへの経路について、第三者より優先権を持った。第3条には建設許可日から一年以内に建設を着手する義務と3年以内iに工事を完了し列車運行・運営を開始する義務が明示された。1865年10月16日にトゥルナウ（現在トゥルノフ）- クラーループ（現在クラルピ）間が開通されて、鉄道運営はTKPEが直接に担当した。
1868年8月20日にTKPEはネーラートヴィツ（現在ネラトヴィツェ） - プラハ間鉄道の敷設権および運営権を獲得して、新線はプラハでカイザー・フランツ・ヨーゼフ鉄道（k.k. previlegierte Kaiser-Franz-Josephs-Bahn, KFJB）と接続するべきであった。第3条にKFJBがプラハで開通する日から一年以内に、新線を完成する義務が明示された。1871年10月28日にネーラートヴィツ - プラハ間が開通されて、KFJBのチェルチャニ - プラハ間の開通日よりおよそ1ヶ月半早かった。1883年1月1日にTKPEはボヘミア北部鉄道（Böhmische Nordbahn-Gesellschaft, BNB）に売却されて、この路線はBNBの路線網に組み入れられた。
BNBの国有化の結果、1908年1月1日付きにこの路線はオーストリア帝国鉄道の路線網に編入された。

## 運行形態
地域輸送の場合、この路線はプラハ総合交通（Pražská integrovaná doprava, PID）運賃制の適用区間である。

### 特急「リフリーク(R)」
- R21系統：　プラハ本駅 - トゥルノフ - タンヴァルド　　※アリヴァ列車による運行
2時間ヘッドで運行する。トゥルノフ以北は大部分が030号線に乗り入れる。ムラダー・ボレスラフで、062号線・080号線の特急に接続する。また、トゥルノフで030号線リベレツ方面の特急に接続する。
2019年以前はチェコ鉄道の運行で、運転本数もやや少なく、日中は4時間間隔が空くこともあった。全便が221号線のヴルショヴィツェまで直通していた。また、タンヴァルド方面行に限りバコフ・ナド・イゼロウ駅に停車していて、バコフで062号線・080号線の特急に接続していた他、チシツェは全列車通過であった。2019年度に限り、「イゼラ」号の愛称名で運行していた。

- ルジツコホルスキー・リフリーク号：　プラハ - バコフ - ミクラーショヴィツェ　【春・夏の土曜・休日運行】　　※鉄道旅行者クラブ交通による運行
一日一往復の運行。バコフ以北は080号線に直通する。クベリにも停車し、ネラトヴィツェ団地を通過する。南行に限り、バコフに停車する。
過去の運行形態
2018年に運行を開始した。当時は「ポドトロセツキー・リフリーク」として運行していて、バコフ以北は063号線経由でイチーン方面に、プラハ以南は221号線経由でヴルショヴィツェまで直通していた。ビシツェに停車していた他、クベリとバコフを通過し、またプラハ方面に限りフシェタティを通過していた。
2019年にビシツェ通過、フシェタティ停車に統一された。
2020年に、クベリが停車駅に追加された。
2021年に、080号線方面に経路変更され、愛称も「ルジツコホルスキー・リフリーク」に変更された。南行に限りバコフ停車となった。
2025年度より、ヴルショヴィツェへの直通を取りやめ、プラハ本駅発着となった。

- ココルジーンスキー・リフリーク号：　プラハ - フシェタティ - ムシェノ　【春・夏の土曜・休日運行】
一日一往復の運行。フシェタティ以東は072号線に直通する。クベリにも停車し、ネラトヴィツェ団地を通過する。
過去の運行形態
2017年以前は、快速として運行しており、年に7日のみの運行であった。また、愛称名もココルジーンスキー・モトラーチェクであった。クベリは通過していた。プラハ以南は221号線経由でヴルショヴィツェまで直通していた。
2018年度に現在の愛称名となり、運行日が増加し、春・夏の土曜・休日に運行される様になった。
2020年より、クベリ停車となった。
2025年度より、ヴルショヴィツェへの直通を取りやめ、プラハ本駅発着となった。

- 他に、ムラダー・ボレスラフ～バコフ・ナド・イゼロウ間にも、062号線・080号線と直通するアリヴァ列車の特急が2時間ヘッドで運行している。

### 快速「スピェシニー(Sp)」
- イゼラ号：　プラハ本駅 - ムラダー・ボレスラフ - トゥルノフ　【平日運行】
一日3.5往復の運行。うち1往復がトゥルノフまで、2往復が064号線のボレスラフ町まで直通する。朝の南行1本のみ、フシェタティ以北でも半数以上の駅を通過する。クルンスコは、トゥルノフ発着の1往復のみが通過する。
過去の運行状況
2018年以前は、一日1往復の運行で、ヴルショヴィツェ - ボレスラフの運行であった。プラハ方面行はボレスラフ町駅始発であった。
2018年末に一日1.5往復に増発され、片道1本のみトゥルノフに直通する様になった。デブルジにも停車していた。
2019年末に増発されて、2往復がトゥルノフ発着、1.5往復がボレスラフ町発着となった他、プラハ・マサリク駅発着に変更された。また、この時設定された朝の停車駅の少ない快速は、クロパーチョヴァ・ヴルチツェも通過していた。
2021年末に、トゥルノフ発着が1.5往復となった。クロパーチョヴァ・ヴルチツェは全快速停車となった。
2023年度より、ボレスラフ町発着が2往復となった。また、デブルジは1往復停車から全列車通過に変更された。
2024年度より、プラハ本駅発着に変更された。
2025年度より、トゥルノフ行北行1本がボレスラフまで短縮された。

- プラハ本駅 - ムラダー・ボレスラフ - トゥルノフ　【春・夏の土曜・休日運行】
季節限定で、休日のみ一日1往復の運行。南行に限り、クルンスコとズヂェチーンを通過する。
2025年度より運行開始予定。

- ニンブルク - ムラダー・ボレスラフ - トゥルノフ　【平日・土曜運行】
一日1往復の運行。ボレスラフ以南は062号線に直通する。土曜日ニンブルク行片道1本のみの運行となる。デブルジは南行に限り停車。
2019年末に運行を開始した。

- プラハ → フシェタティ → ムニェルニーク　【平日運行】
平日限定で、一日片道1本運行する。フシェタティ以東は072号線に直通する。
過去の運行形態
2018年以前は、南行も運行していた。南行は、プラハから221号線に直通し、ヴルショヴィツェ終着であった。
2019年度より、上下ともヴルショヴィツェ発着となった。
2020年度より運行休止。
2025年より、北行に限り、プラハ以北で運行を再開した。

- 過去の運行系統
イゼラ号：　ヴルショヴィツェ～プラハ～トゥルノフ
2019年以前に、1日1往復運行していた（休日はトゥルノフ行のみ）。ビシツェ - ボレスラフ間ノンストップで運行する他、トゥルノフ行に限りデブルジを通過していた。ムラダー・ボレスラフ以南が特急の、ムラダー・ボレスラフ以北が普通の補完の役割を果たしていた。2019年末に休止され、事実上特急に吸収された。

### 普通
区間毎に運転系統が分かれる。
- プラハ・マサリク～チャコヴィツェ　【平日運行】　　※鉄道旅行者クラブ交通による運行 
平日のみ、1時間に1本の運行。
2019年以前はチェコ鉄道による運行であった。

- プラハ本駅 - ムラダー・ボレスラフ　　※チェコ鉄道による運行
2時間に1本の運行。フシェタティ以南は下記と合わせ1時間に1本の運行となる。一部は、064号線とも直通する。
2019年以前は、プラハ・ヴルショヴィツェ駅発着であった。2020-23年度は、大部分がマサリク駅発着で、深夜の南行1本のみプラハ本駅行であった。

- プラハ本駅 - フシェタティ - ムニェルニーク　　※チェコ鉄道による運行
2時間に1本の運行。フシェタティ以南は上記と合わせ1時間に1本の運行となる。フシェタティ以東は072号線とも直通する。
過去の運行形態
2019年以前は、プラハ・ヴルショヴィツェ駅発着であった。
2020年度より、大部分がマサリク駅発着となり、未明の北行1本のみ（休日は一日1.5往復）がプラハ本駅発となった。
2022年度より、プラハ本駅発着が平日・休日とも未明の北行1本のみとなった。
2024年度より、全てプラハ本駅発着となった。

- ムラダー・ボレスラフ～トゥルノフ間　　※チェコ鉄道による運行
2時間に1本の運行。一部は、064号線と直通する。

- 過去の運行系統

### 臨時列車
- プラハ - ムシェノ間特急 
蒸気機関車。年1日のみ、ブラニーク → ヴルショヴィツェ - プラハ本駅 - フシェタティ - ムシェノ間に1往復運行する。ヴルショヴィツェ以南は210号線から、フシェタティ以北は072号線に直通する。070号線内部は、ネラトヴィツェのみに停車する。

- カレル１世号（特急） 
蒸気機関車。年1日のみ、ブラニーク - ヴルショヴィツェ - プラハ本駅 - ネラトヴィツェ - ブランディース間に1往復運行する。ヴルショヴィツェ以南は210号線に、ネラトヴィツェ以東は074号線に直通する。途中、ヴィソチャニのみに停車し、プラハ方面のみサタリツェにも停車する。

- 臨時普通列車
蒸気機関車。年1日のみ、ブランディース - ネラトヴィツェ - フシェタティ - ムニェルニーク間に1往復運行する。ネラトヴィツェ以南は074号線に、フシェタティ以北は072号線に直通する。070号線内は各駅に停車する。

## 駅一覧
以下では、チェコ国鉄070号線の駅と営業キロ、停車列車、接続路線などを一覧表で示す。
- 種別
  - R：特急
  - Sp：快速
  - Os：普通
- 停車駅
  - ■印：全列車停車
  - ●印：一部通過
  - ▽▲印：プラハ方面行のみ停車
  - ▼△印：トゥルノフ方面行のみ停車（ただし080号線との直通便は全列車停車、旧型車両の臨時特急は通過）
  - ○印：一部停車
  - ｜印：全列車通過

| 路線名 | 駅名                                     | 駅間営業キロ | 累計営業キロ | R  | Sp | Os | 接続路線 | 所在地         | 所在地                 |
| ------ | ---------------------------------------- | ------------ | ------------ | -- | -- | -- | --- | -------------- | ---------------------- |
| 071    | プラハ本駅                               | 2.4          | 0.3          | ■  | ■  | ■  | 010号線（トルジェボヴァー方面） 090号線（ベルリン方面）、120号線（クラドノ方面） 122号線（ルドナー方面）、171号線（ミュンヘン方面） 210号線（ドブルジーシ方面）、221号線（ブヂェヨヴィツェ方面） 地下鉄C線（ラードヴィー方面、ハーイェ方面） | プラハ市       | プラハ市               |
| 071    | ヴィソチャニ駅                           | 6.3          | 6.6          | ■  | ■  | ■  | マサリク駅方面 | プラハ市       | プラハ市               |
| 071    | ライスカー・ザフラダ駅(*2)               | 4.7          | 11.3         | ｜ | ｜ | ■  | 232号線（コリーン方面） 地下鉄B線（チェルニー・モスト方面、ズリチーン方面） | プラハ市       | プラハ市               |
| 071    | サタリツェ駅                             | 2.7          | 14.0         | ｜ | ｜ | ■  | | プラハ市       | プラハ市               |
| 071    | クベリ駅                                 | 2.1          | 16.1         | ｜ | ｜ | ■  | | プラハ市       | プラハ市               |
| 070    | チャコヴィツェ駅                         | 3.3          | 19.4         | ■  | ■  | ■  | | プラハ市       | プラハ市               |
| 070    | ホヴォルチョヴィツェ駅                   | 4.0          | 23.4         | ｜ | ｜ | ■  | | 中央ボヘミア州 | 東プラハ郡             |
| 070    | ムニェシツェ・ウ・プラヒ駅               | 3.3          | 26.7         | ｜ | ｜ | ■  | | 中央ボヘミア州 | 東プラハ郡             |
| 070    | ズロニーン駅                             | 1.1          | 27.8         | ｜ | ｜ | ■  | | 中央ボヘミア州 | 東プラハ郡             |
| 070    | コイェチツェ・ウ・プラヒ駅               | 2.6          | 30.4         | ｜ | ｜ | ■  | | 中央ボヘミア州 | ムニェルニーク郡       |
| 070    | ネラトヴィツェ団地駅(*1)                 | 2.6          | 33.0         | ■  | ■  | ■  | | 中央ボヘミア州 | ムニェルニーク郡       |
| 070    | ネラトヴィツェ駅                         | 1.3          | 34.3         | ■  | ■  | ■  | 074号線、092号線 | 中央ボヘミア州 | ムニェルニーク郡       |
| 070    | チシツェ駅                               | 2.7          | 37.1         | ○  | ■  | ■  | | 中央ボヘミア州 | ムニェルニーク郡       |
| 070    | フシェタティ駅                           | 2.0          | 39.1         | ■  | ■  | ■  | 072号線（コリーン方面、ウースチー方面） | 中央ボヘミア州 | ムニェルニーク郡       |
| 070    | ビシツェ駅                               | 3.9          | 43.0         | ○  | ■  | ■  | | 中央ボヘミア州 | ムニェルニーク郡       |
| 070    | コヨヴィツェ駅                           | 4.0          | 47.0         | ｜ | ●  | ■  | | 中央ボヘミア州 | ムラダー・ボレスラフ郡 |
| 070    | コシャートキ駅                           | 1.6          | 48.6         | ｜ | ●  | ■  | | 中央ボヘミア州 | ムラダー・ボレスラフ郡 |
| 070    | クロパーチョヴァ・ヴルチツェ駅           | 2.0          | 50.6         | ｜ | ■  | ■  | | 中央ボヘミア州 | ムラダー・ボレスラフ郡 |
| 070    | ズヂェチーン・ウ・ホチェトヴァ駅         | 6.8          | 57.4         | ｜ | ●  | ●  | | 中央ボヘミア州 | ムラダー・ボレスラフ郡 |
| 070    | ホチェトフ駅                             | 3.2          | 60.6         | ｜ | ●  | ■  | | 中央ボヘミア州 | ムラダー・ボレスラフ郡 |
| 070    | クルンスコ駅                             | 7.6          | 68.2         | ｜ | ●  | ●  | | 中央ボヘミア州 | ムラダー・ボレスラフ郡 |
| 070    | ムラダー・ボレスラフ本駅                 | 4.2          | 72.4         | ■  | ■  | ■  | 062号線（ニンブルク方面）、064号線（ムラヂェヨフ方面） 076号線（ムニェルニーク方面） | 中央ボヘミア州 | ムラダー・ボレスラフ郡 |
| 070    | ムラダー・ボレスラフ・デブルジ駅         | 5.2          | 77.6         | ｜ | ○  | ●  | | 中央ボヘミア州 | ムラダー・ボレスラフ郡 |
| 070    | バコフ・ナド・イゼロウ駅                 | 4.5          | 82.1         | ｜ | ■  | ■  | 080号線（ルンブルク方面） | 中央ボヘミア州 | ムラダー・ボレスラフ郡 |
| 070    | バコフ・ナド・イゼロウ町駅               | 1.4          | 83.5         | ■  | ■  | ■  | | 中央ボヘミア州 | ムラダー・ボレスラフ郡 |
| 070    | ムニホヴォ・フラヂシチェ駅               | 5.7          | 89.2         | ■  | ■  | ■  | | 中央ボヘミア州 | ムラダー・ボレスラフ郡 |
| 070    | ブルジェジナ・ナド・イゼロウ駅           | 5.3          | 94.5         | ｜ | ■  | ■  | | 中央ボヘミア州 | ムラダー・ボレスラフ郡 |
| 070    | ロウコフ・ウ・ミンホヴァ・フラヂシチェ駅 | 2.1          | 96.6         | ｜ | ■  | ■  | | 中央ボヘミア州 | ムラダー・ボレスラフ郡 |
| 070    | プルジーショヴィツェ駅                   | 3.1          | 99.7         | ｜ | ■  | ■  | | リベレツ州     | リベレツ郡             |
| 070    | トゥルノフ駅                             | 4.4          | 104.1        | ■  | ■  | ■  | 030号線、041号線 | リベレツ州     | セミリ郡               |

(*1): 2020年4月28日開業。
(*1): 2023年12月10日開業。

### ヴィソチャニ～プラハ・マサリク間
| 路線名 | 駅名               | 駅間営業キロ | R | Sp | Os | 接続路線                                                                 | 所在地   | 所在地   |
| ------ | ------------------ | ------------ | - | -- | -- | ------------------------------------------------------------------------ | -------- | -------- |
| 070    | ヴィソチャニ駅     | -            |   | ■  | ■  | ボレスラフ方面、プラハ本駅方面 232号線（リサー方面）                     | プラハ市 | プラハ市 |
| 070    | プラハ・マサリク駅 | 6.0          |   | ■  | ■  | 011号線（ブロド方面） 091号線（ウースチー方面）、120号線（クラドノ方面） | プラハ市 | プラハ市 |